# Celestino Aós Braco
Celestino Aós Braco OFMCap. (ur. 6 kwietnia 1945 w Artaiz) – hiszpański duchowny rzymskokatolicki, kapucyn, biskup diecezjalny Copiapó w latach 2014–2019, arcybiskup metropolita Santiago de Chile w latach 2020–2023, kardynał prezbiter od 2020, od 2023 arcybiskup senior archidiecezji Santiago de Chile.

## Życiorys
Urodził się 6 kwietnia 1945 w Artaiz. Kształcił się w miejscowej szkole średniej, zaś w latach 1960–1963 studiował filozofię na uniwersytecie w Saragossie. Następnie, 14 sierpnia 1963, wstąpił do Zakonu Braci Mniejszych Kapucynów. Pierwszą profesję złożył 15 sierpnia 1964 w Sangüesie, a śluby wieczyste 16 września 1967 w Pampelunie, gdzie 30 marca 1968 został wyświęcony na prezbitera przez Ignacia Gregoria Larrañagę Lasę, wydalonego biskupa Pingliang. W latach 1964–1968 studiował teologię w Pampelunie, a w 1972-1980 uczestniczył na zajęcia na uniwersytecie w Saragossie i na Uniwersytecie Barcelońskim, gdzie uzyskał licencjat z psychologii. W latach 1980–1981 brał udział również w zajęciach na Pontyfikalnym Uniwersytecie Katolickim w Chile.
Po święceniach kapłańskich pracował kolejno jako profesor w Lecaroz w Nawarze, wikariusz parafialny w Tudeli, profesor w Pampelunie i wikariusz parafialny w Saragossie. W 1983 wyjechał do Chile, gdzie został wikariuszem parafii w Longaví w diecezji Linares. W latach 1985–1995 pełnił funkcję superiora wspólnoty kapucynów w Los Ángeles, zaś w latach 1995–2008 był proboszczem parafii świętego Michała Archanioła w Viña del Mar, jednocześnie będąc superiorem wspólnoty kapucynów w Recreo, a także wikariuszem biskupim diecezji Valparaíso do spraw życia konsekrowanego i członkiem rady biskupiej. W 2008 został przeniesiony na funkcję wikariusza parafii świętego Franciszka z Asyżu w Los Ángeles, zostając również ekonomem chilijskiej prowincji kapucynów w Chile, rzecznikiem sprawiedliwości trybunału biskupiego w  Valparaíso, sędzią trybunału archidiecezji Concepción i skarbnikiem chilijskiego towarzystwa prawa kanonicznego.
25 lipca 2014 papież Franciszek mianował go biskupem diecezjalnym Copiapó. Święcenia biskupie przyjął 18 października 2014 na placu przed katedrą w Copiapó. Udzielił mu ich arcybiskup Ivo Scapolo, nuncjusz apostolski w Chile, któremu asystowali Pablo Lizama Riquelme, arcybiskup metropolita Antofagasty, i Gaspar Quintana Jorquera, ustępujący biskup Copiapó. Jako zawołanie biskupie przyjął słowa „Amar y Servir” (Kochać i służyć).
23 marca 2019 papież Franciszek przeniósł go na urząd administratora apostolskiego sede vacante i według uznania Stolicy Apostolskiej archidiecezji Santiago de Chile, zaś 27 grudnia 2019 mianował go arcybiskupem metropolitą Santiago de Chile. Ingres do archikatedry św. Jakuba odbył 11 stycznia 2020.
25 października 2020 podczas modlitwy Anioł Pański papież Franciszek ogłosił, że mianował go kardynałem. 28 listopada na konsystorzu w bazylice św. Piotra kreował go kardynałem prezbiterem, a jako kościół tytularny nadał mu kościół św. Nereusza i św. Achillesa.
25 października 2023 papież przyjął jego rezygnację z pełnionego urzędu, złożoną ze względu na wiek. 6 kwietnia 2025, w związku z ukończeniem 80 lat, utracił prawo do udziału w konklawe. 